# Хотоан (Сату Маре)
Хотоан (рум. Hotoan) насеље је у Румунији у округу Сату Маре у општини Кауаш. Oпштина се налази на надморској висини од 116 m.

## Становништво
Према подацима из 2002. године у насељу је живело 193 становника, од којих су сви румунске националности.